# Antilla (magazine)
Pour les articles homonymes, voir Antilla.
Antilla est un magazine hebdomadaire politique et économique de la Martinique.
Créé en 1981, il est toujours dirigé par son fondateur Henri Pied.
Des journalistes et romanciers comme Patrick Chamoiseau, Tony Delsham ou Raphael Confiant y contribuent.